# Earth Departure Stage

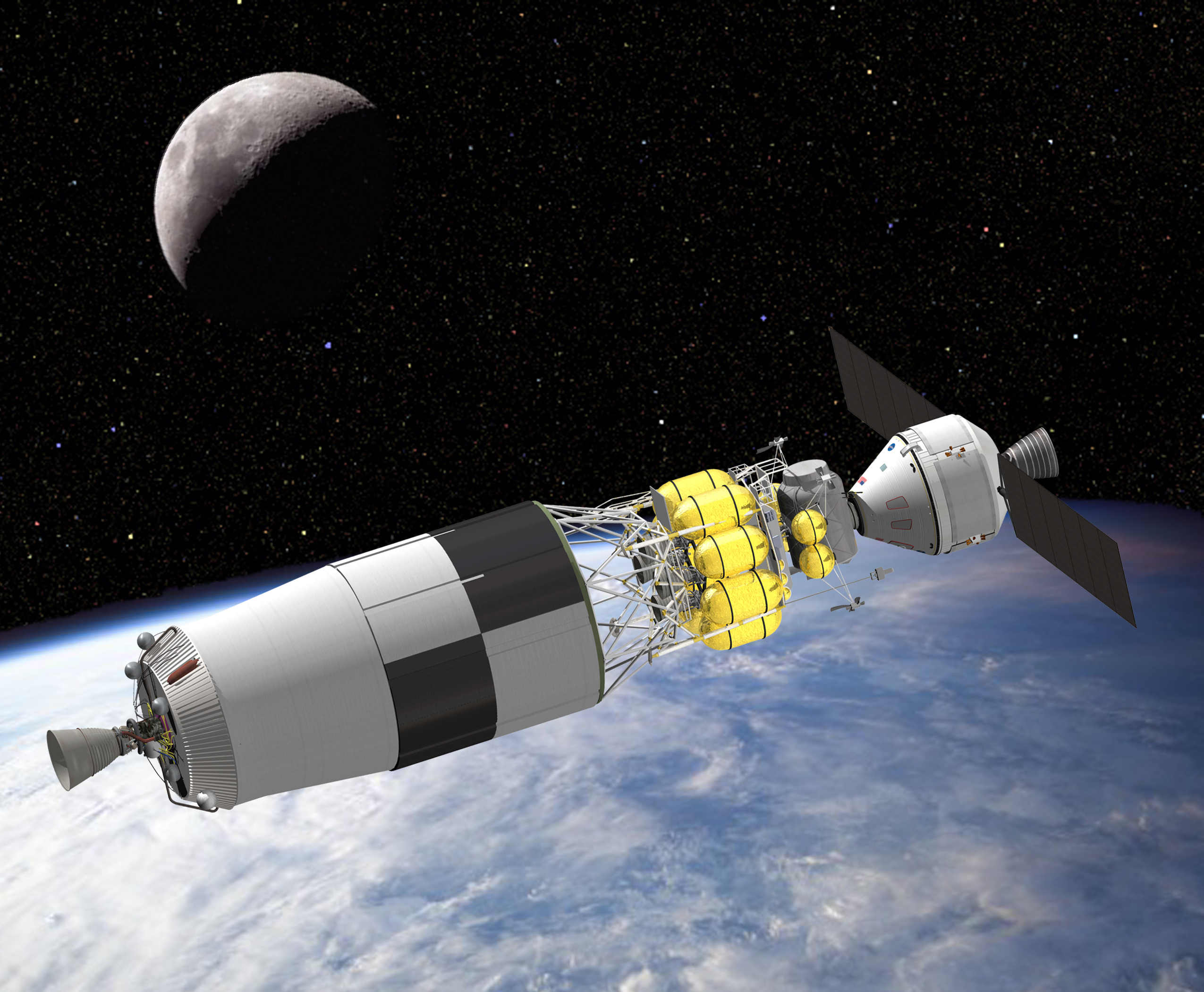
Earth Departure Stage assieme al Lunar Surface Access Module e Orion in orbita terrestre

L'Earth Departure Stage (EDS) era lo stadio superiore del vettore NASA Ares V nell'ambito del Programma Constellation. Esso forniva la propulsione per la navetta Orion. A differenza dello stadio S-IVB del precedente vettore Saturn V, che doveva fornire la propulsione all'intera navicella Apollo (costituita dal modulo di comando Apollo e dal modulo lunare) dapprima in orbita bassa terrestre di parcheggio e successivamente verso la Luna, l'EDS avrebbe dovuto spingere solo il Lunar Surface Access Module nello spazio. La navetta Orion sarebbe stata invece lanciata separatamente attraverso il vettore Ares I e si sarebbe collegata con l'Earth Departure Stage (a cui è connesso l'LSAM) attraverso una manovra chiamata Earth Orbit Rendezvous. Dopo la configurazione di tutti i componenti del veicolo, l'EDS sarebbe stato riavviato per spingere l'intera struttura verso l'orbita lunare o altre destinazioni.
Il 1º febbraio 2010, l'allora Presidente degli Stati Uniti d'America Barack Obama, ha cancellato il programma (eccetto la navetta Orion, già completata) a partire dall'anno finanziario 2011 ma tale decisione è stata successivamente emendata dal senato.

## Descrizione
L'EDS avrebbe utilizzato una versione aggiornata del propulsore J-2, che risale all'epoca del programma Apollo, chiamata J-2X. Analogamente al suo predecessore, il J-2X è un propulsore riavviabile alimentato ad idrogeno liquido come quelli usati nei vettori Agena e Centaur (la maggior parte dei propulsori, tra cui quelli dello Space Shuttle sono accesi una volta sola; solo il J-2X e l'RL-10 hanno la possibilità di essere riaccesi). Originalmente l'EDS avrebbe dovuto trasportare due motori J-2X, la decisione di utilizzare per lo stadio principale dell'Ares V cinque propulsori RS-68 (più potenti dei cinque motori dello Shuttle in versioni usa e getta che erano stati previsti in precedenza) ha permesso la progettazione dello stadio superiore con un solo motore J-2X.
Erano state studiate altre configurazioni alternative, come l'impiego dello stadio Wide Body del vettore Lockheed Martin Centaural posto del propulsore J-2X.
Il controllo e la telemetria sarebbero stati effettuati da una Instrument Unit derivata dal Saturn e aggiornata con l'hardware più recente. Il sistema sarebbe stato in grado di rilevare e fino ad un certo livello correggere gli eventuali problemi al veicolo che si sarebbero potuti presentare durante il lancio e la propulsione trans-lunare.
Il sistema di controllo di assetto, doveva essere derivato da quello in uso sul telescopio spaziale Hubble o sulla Stazione spaziale internazionale, con il compito di stabilizzare il veicolo.

## Missioni
Oltre al suo ruolo nelle missioni lunari, l'EDS avrebbe costituito lo stadio di propulsione per la manutenzione di satelliti e spedizioni con equipaggio su Marte. Tra le missioni non dirette verso la Luna, ne era in progettazione una destinata al punto di Lagrange L2 Sole/Terra. Altre possibili destinazioni erano:
- punti di Lagrange Terra/Luna
- orbita polare terrestre
- Asteroidi Apollo

## Altri usi
Facendo parte del sistema Ares V, l'EDS sarebbe stato progettato in modo da per essere utilizzato nel lancio di componenti della stazione spaziale che non potevano essere trasportati dal vettore Proton o il futuro vettore Angara, oppure nel lancio di moduli lunari analogamente alla navetta cargo russa Progress. Era in progetto anche di impiegarlo come propulsore per l'invio di sonde spaziali di grandi dimensioni (come la sonda Galileo o la Sonda Cassini) verso il sistema solare esterno, anche attraverso traiettorie dirette con manovre gravitazionali di tipo fionda su Giove o Saturno.